# Air Zimbabwe
Air Zimbabwe là hãng hàng không quốc gia của Zimbabwe, có trụ sở tại Harare. Từ trung tâm hoạt động của hãng tại sân bay quốc tế Harare, hãng kết nối với mạng lưới điểm đến trong miền nam châu Phi cũng bao gồm khu vực châu Á và sân bay Gatwick London. Công ty là một thành viên của Hiệp hội Vận tải hàng không quốc tế và Hiệp hội Các hãng hàng không châu Phi kể từ năm 1981. Hãng là công ty 100% thuộc sở hữu của Chính phủ Zimbabwe.
Air Zimbabwe hiện đang xếp hạng là một hãng hàng không hai sao bởi Skytrax. 

## Lịch sử

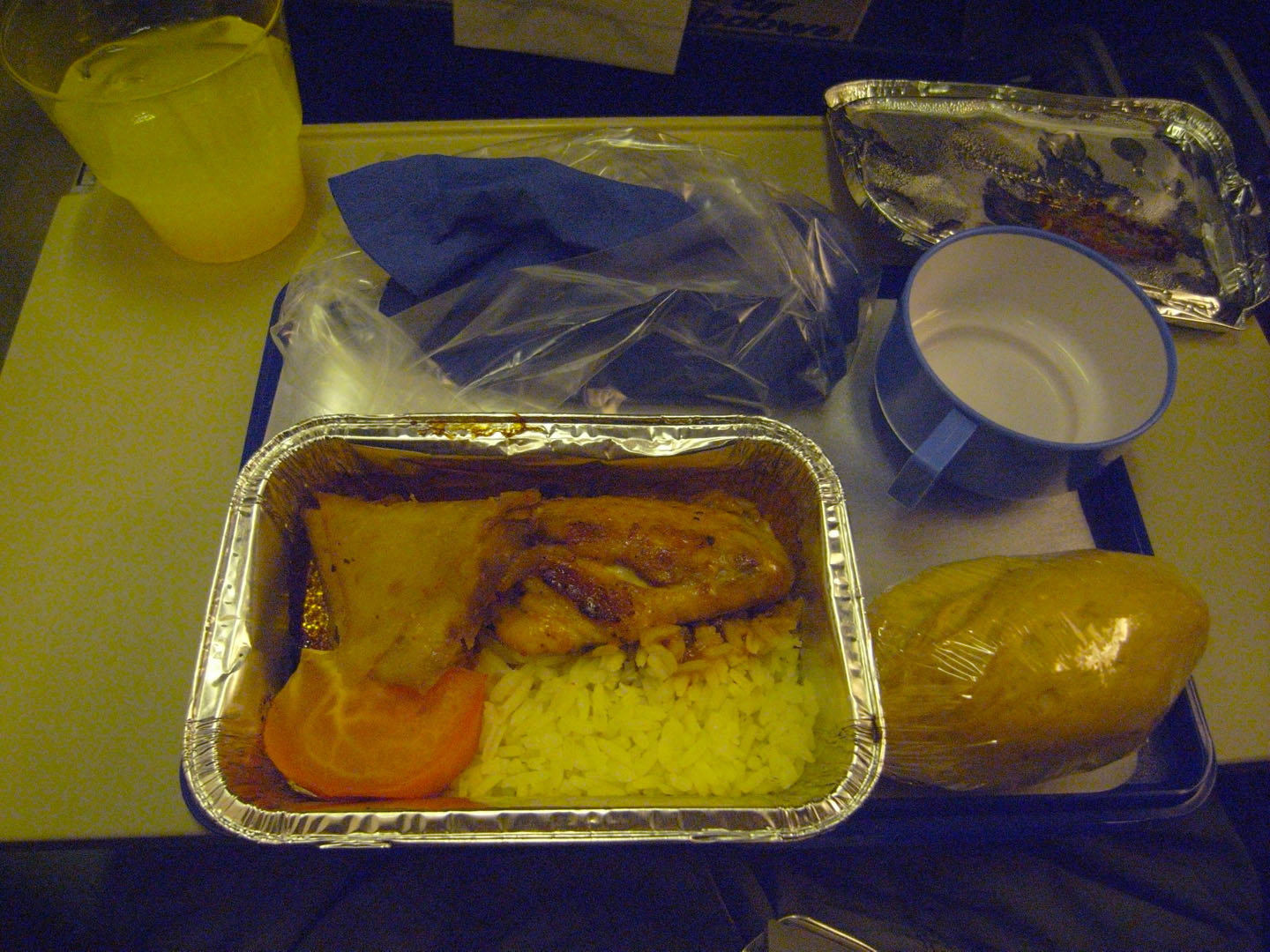
Một suất ăn bình thường của Air Zimbabwe.

Air Zimbabwe chính thức đi vào ngày 1 tháng 9 năm 1967, khi Chính phủ của Rhodesia lập Air Rhodesia Corporation để kế tiếp Air Rhodesia, một công ty con hoàn toàn thuộc sở hữu của Công ty Hàng không Trung Phi (CAAC), được thành lập vào năm 1964 để vận hành các dịch vụ trong nước trong vòng Rhodesia. Air Rhodesia thực sự được thừa kế các hoạt động CAAC sau khi giải thể vào cuối năm 1967 It became the short-lived Air Zimbabwe Rhodesia in 1978,. Nó đã trở thành Air Zimbabwe Rhodesia cò thời gian tồn tại ngắn ngủi vào năm 1978, và cuối cùng Air Zimbabwe vào tháng 4 năm 1980 khi nước Cộng hòa Zimbabwe được thành lập. Hãng đã bắt đầu dịch vụ dự kiến vào ngày 2 tháng 4 năm 1980 tại sân bay London Gatwick. 

## Khó khăn tài chính

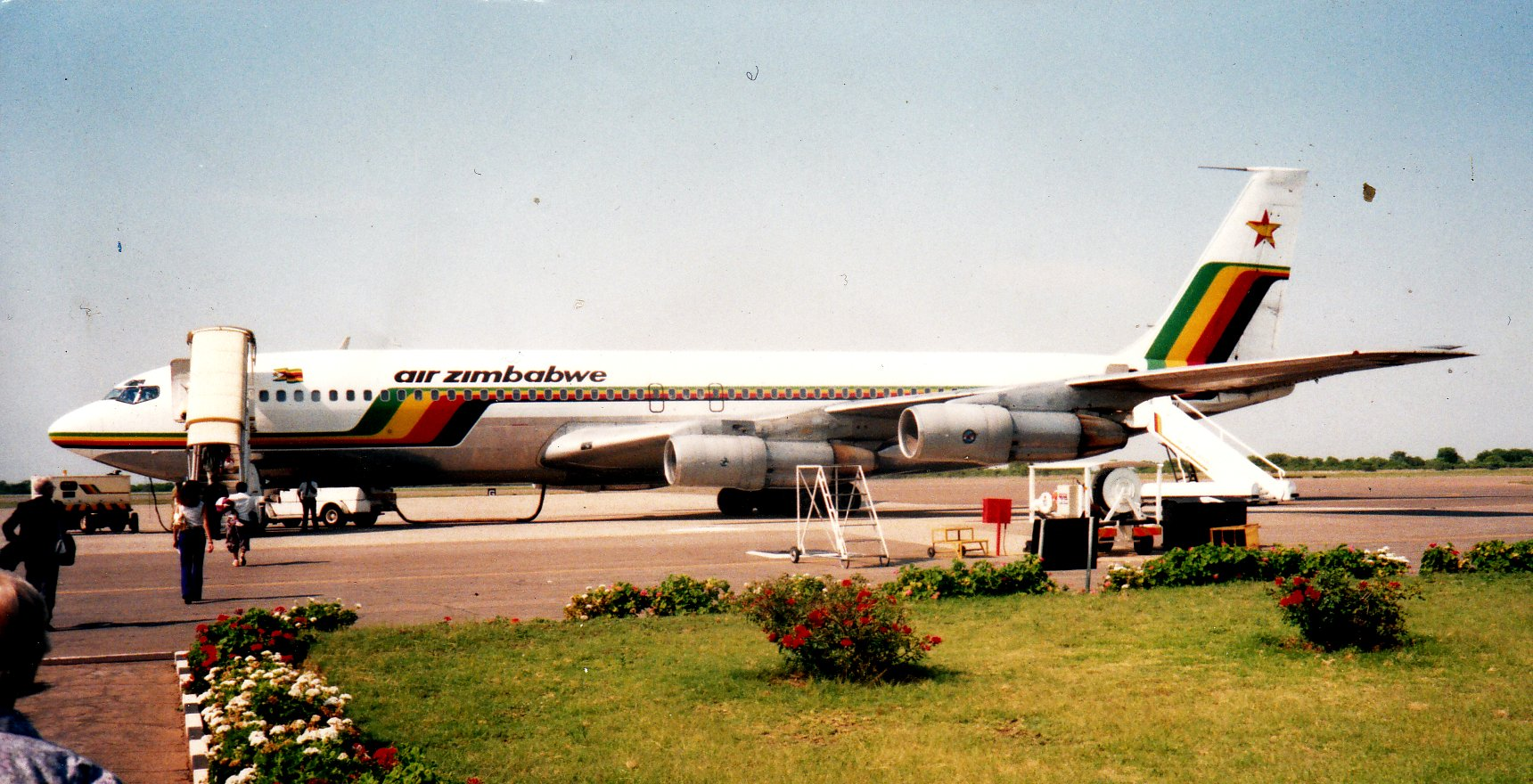
Một chiếc Boeing B707 của hãng tại Sân bay quốc tế Harare (được chụp vào tháng 11 năm 1997)

Trong tháng 2 năm 2004 (2004-02), người ta tiết lộ rằng công ty đã bị tạm thời đình chỉ bởi Hiệp hội Vận tải Hàng không Quốc tế (IATA) do khoản nợ quá hạn chưa thanh toán. Một cuộc khủng hoảng ngoại hối đã dẫn đến huỷ bỏ hoạt động của hãng này vào cuối năm 2005, tiếp sau việc thiếu ngoại tệ để trả tiền nhiên liệu
Tháng 12 năm 2011, hãng này đã ngừng các chuyến bay đến Trung Quốc và Malaysia do không đủ nhiên liệu. Ngoài ra, hàng không quốc gia Zimbabwe cũng ngừng các chuyến đến London và Johannesburg, sau khi một số máy bay của họ bị tịch thu ở sân bay Gatwick và sân bay quốc tế OR Tambo tháng 12 năm 2011 vì hãng nợ nần chồng chất.
Tháng 12/2011, máy bay chở ông Mugabe đi nghỉ đã bị tịch thu ở sân bay London do khoản nợ 1,2 triệu USD với một công ty của Mỹ. Cuối cùng, chính quyền Mugabe phải điều máy bay khác thuộc sở hữu của một công ty kim cương quốc gia này để đưa ông đến Singapore. 
Tính đến  tháng 5 năm 2011, hãng bị ngưng khỏi hệ thống đặt chỗ và tài chính quốc tế do các khoản phí đặt chỗ chưa thanh toán của Hiệp hội Vận tải Hàng không Quốc tế.
Người ta thông báo rằng đầu Tháng 11 năm 2011 rằng chính phủ sẽ gánh khoản nợ 140 triệu USD để công ty có thể công ty có thể hấp dẫn hơn đối với các nhà đầu tư nước ngoài Tính đến  tháng 12 năm 2011, hãng đã cố gắng cung cấp các dịch vụ khu vực và nước ngoài trong bối cảnh nợ quá hạn chưa thanh toán và máy bay bị tịch thu.